# Yanamax
Der Yanamax (auch Yanamax I) ist ein Berg im Tian Shan in Xinjiang (VR China).
Der 6357 m (nach anderen Quellen 6332 m) hohe vergletscherte Berg befindet sich im Kreis Bay im Regierungsbezirk Aksu. Der Berg erhebt sich östlich vom Muzartgletscher. Ein 4640 m hoher Sattel trennt den Yanamax vom westlich gelegenen Gebirgsmassiv des Xuelian Feng.
Der Yanamax bildet den Dominanz-Bezugspunkt zum 7451 km entfernt gelegenen Denali (Mount McKinley), dem höchsten Berg Nordamerikas.

## Besteigungsgeschichte
Die Erstbesteigung des Yanamax gelang am 25. August 2008 Bruce Normand und Guy McKinnon.

## Nebengipfel
Zum 1,86 km nordnordwestlich gelegenen Nebengipfel Yanamax II (6180 m ⊙) führt ein Berggrat.